# Kamienica (Limanowa)
Pour les articles homonymes, voir Kamienica.
Kamienica est une localité polonaise, siège de la gmina de Kamienica, située dans le powiat de Limanowa en voïvodie de Petite-Pologne.